# Japoatã
Japoatã là một đô thị thuộc bang Sergipe, Brasil. Đô thị này có diện tích 397,4 km², dân số năm 2007 là 13583 người, mật độ 34,18 người/km².